# Национални парк Мала Фатра
Национални парк Мала Фатра (слч. Národný park Malá Fatra) се налази на северу централне Словачке и обухвата делове северног масива истоимене планине, познате као Криванска Мала Фатра. Проглашен је 1988. године (прве заштићене области на тлу данашњег парка су проглашене 1967. године) и обухвата заштићену област површине 226.3 km² (површина шире заштитне зоне износи 232.62 km²) унутар које се налази 40 посебних резервата.
Основни циљ парка је заштита геоморфолошких облика на том простору, биоценозе, флоре (шуме патуљастих борова) и фауне (велике грабљивице). У њему се налази Шутовски водопад (висок 38 метара), клисуре Дјери, као и врхови Мали Рожутец, Вељки Рожутец и Вељки Фатрански Криван. У непосредној близини су тврђаве Стречно и Варин, као и села Тјерхова, Штефанова и Подшип, карактеристична по својој народној архитектури и фолклорним фестивалима.
У оквиру парка живи 1.141 врста зељастих (од тога су 92 врсте правих маховина, 111 врста лишајева и 7 врста гљива, на разне начине угрожене) и 973 врсте дрвенастих биљака (од чега 22 западнокарпатска и 14 карпатских ендемита, 15 карпатских субендемита и 1 локални ендемит), док од животињског света има око 3.000 врста бескичмењака (од тога 28 ретких, 12 угрожених и 2 критично угрожене врсте) и 210 врста кичмењака (од тога 15 ретких, 56 угрожених и 15 критично угрожених врста). Већи део територије националног парка се налази под шумом (око 70%), у којима су најзаступљеније букве, смреке и јеле, а на појединим местима и планински јавор. Међу заштићеним зонама се налазе и разни геоморфолошки облици, попут Шутовске епигеније (двострука епигенија Ваха и Шутовског потока), стена у облику игле (Полувсијанска и Хричовска), Слнечних стена (масив доломитских стена разних облика) и брда Шип (доминантни врх са стењацима).

## Неке од врста флоре и фауне заступљених у НП Мала Фатра
Флора:
- линцура
- Госпина папучица (Cypripedium calceolus).

Фауна:
- Златни орао (Aquila chrysaetos)
- Буљина
- Црна рода (Ciconia nigra)
- Мрки медвед (Ursus arctos)
- Рис
- Куна белица (Martes foina)
- Европска видра (Lutra lutra)
- Дивља мачка
- Сиви вук (Canis lupus)